# Tyrawka
Tyrawka (Tyrawski Potok) – rzeka, prawy dopływ Sanu w Górach Sanocko-Turczańskich o długości około 23 km. Jego źródła znajdują się na stokach pasma Chwaniowa (632 m n.p.m.) i góry Węgliska (616 m n.p.m.), pomiędzy Zawadką a Ropienką Dolną. Główne dopływy to Borsukowiec, Berezka i Lachawka